# Le syndrome de l’été sans fin
Le syndrome de l’été sans fin (internationaler englischsprachiger Titel Endless Summer Syndrome) ist ein Thriller von Kaveh Daneshmand. Im Film spielt Sophie Colon eine Anwältin, die erfährt, dass ihr Ehemann mit einem ihrer beiden Adoptivkinder eine Affäre hat. Der Film ist eine Koproduktion von Tschechien und Frankreich und feierte Mitte November 2023 beim Tallinn Black Nights Film Festival seine Premiere. Im November 2024 kam er in die tschechischen Kinos.

## Handlung
Die französische Anwältin Delphine scheint alles zu haben. Sie ist mit Antoine verheiratet, der ihre Adoptivkinder Aslan und Adia genauso sehr liebt wie sie. Delphine ist stolz auf ihre „multinationale“ Familie. Als sie eines Tages einen anonymen Anruf von einer Frau erhält, die ihr mitteilt, Antoine habe ihr in betrunkenem Zustand erzählt, eine Affäre mit einem ihrer Adoptivkinder zu haben, wird ihr Leben auf den Kopf gestellt. Delphine weiß nicht, ob damit Aslan oder Adia gemeint ist und beschließt, die Wahrheit herauszufinden, indem sie ihre Familie beobachtet.

## Produktion

### Filmstab und Besetzung
Regie führte Kaveh Daneshmand. Es handelt sich bei Le syndrome de l’été sans fin um sein Langfilmdebüt. Der iranische Filmemacher lebt und arbeitet in Prag. Er unterrichtet auch an der Prague Film School. Gemeinsam mit Laurine Bauby und Gem Deger schrieb Daneshmand auch das Drehbuch.
Sophie Colon spielt Delphine und Matheo Capelli ihren Ehemann Antoine. Gem Deger spielt Delphines Adoptivsohn Aslan. Deger ist für seinen Film Playdurizm bekannt, bei dem er Regie führte, das Drehbuch schrieb und eine der Hauptrollen übernahm. In Le syndrome de l’été sans fin tritt er das zweite Mal als Schauspieler in Erscheinung. Frédérika Milano spielt Adoptivtochter Adia.

### Dreharbeiten und Filmmusik

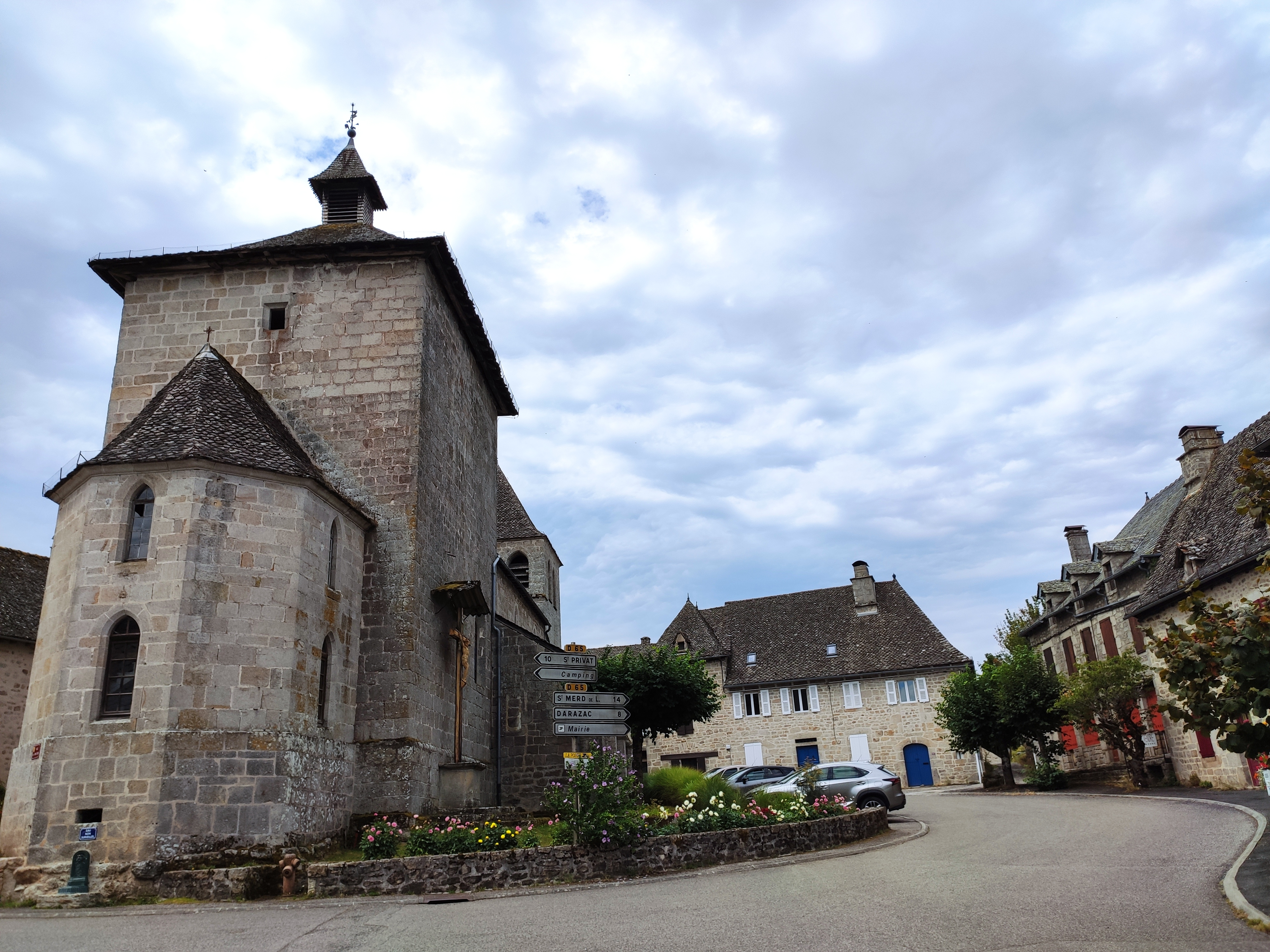
Die Dreharbeiten fanden unter anderem in der Gemeinde Corrèze statt

Die Dreharbeiten fanden in den Gemeinden Corrèze, La Roche-Canillac  und Saint-Pardoux-l’Ortigier im Département Corrèze in der Region Nouvelle-Aquitaine statt. Kameramann Cédric Larvoire, ein Absolvent der Prague Film School, fungierte gemeinsam mit dem Regisseur, dem Schauspieler Gem Deger, seiner Ehefrau, der Schauspielerin Eva Larvoire, und Jordi Niubó auch als einer der Produzenten des Films. Er drehte im 4:3-Bildformat.
Die Filmmusik steuerten der tschechische Geiger Matteo Hager und Jakub Trš bei. Hager begann im Alter von vier Jahren an der Ilja Hurník Musikschule Prag mit dem Violinspiel. Trš war auch für das Sounddesign verantwortlich.

### Marketing und Veröffentlichung
Die Premiere des Films war am 16. November 2023 beim Tallinn Black Nights Film Festival. Zu dieser Zeit wurde ein erster Teaser vorgestellt. Im April 2024 wurde er beim Fantaspoa International Fantastic Film Festival gezeigt und im Juni 2024 beim Raindance Film Festival. Im September 2024 erfolgten Vorstellungen beim Nashville Film Festival. Der Kinostart in Tschechien war am 22. November 2024. Am 13. Dezember 2024 kam der Film in ausgewählte US-Kinos.

## Auszeichnungen
Nashville Film Festival 2024
- Nominierung für den Grand Jury Prize im New Directors Competition (Kaveh Daneshmand)[12]

Raindance Film Festival 2024
- Nominierung als Bester internationaler Spielfilm (Kaveh Daneshmand)[11]

Tallinn Black Nights Film Festival 2023
- Nominierung im First Feature Competition[13]